# 克里斯蒂安·格罗斯 (足球教练)
克里斯蒂安·于尔根·格罗斯（德語：Christian Jürgen Gross，1954年8月14日—）是一位瑞士前足球运动员及现任足球教练，目前赋闲在家，曾从2020年末至2021年执教德甲俱乐部沙尔克04。他于场上可司职清道夫或中前卫。
格罗斯从1999年7月1日至2009年5月27日曾担任巴塞尔主教练，共赢得四次瑞士足球超级联赛和四次瑞士杯冠军。在1997年11月至1998年9月间，格罗斯也曾担任托特纳姆热刺的主教练，是首位在英超执教的瑞士人。

## 球员生涯
格罗斯是一名警察和跳塔运动员的儿子，其职业生涯始于赫恩格，1965年转投苏黎世草蜢，然后于1975年离开。在接下来为洛桑体育效力了三年和身披纳沙泰尔球衣踢了两年球之后，他于1980年移居德国，加盟波鸿。在两个赛季中，格罗斯共代表波鸿参加了29场德甲联赛，及射入4球。回到瑞士后，他又为圣加伦效力了四个赛季，为卢加诺效力了三个赛季。格罗斯也曾入选瑞士国家足球队，其参加的唯一一场国际比赛是1978年在卡尔·马克思城以1比3不敌东德的友谊赛。

## 教练生涯
格罗斯是从身处瑞士二级联赛（当时的第四级）的维尔开启执教生涯，他是以球员兼主教练的身份活跃在联赛中。在其1988年至1993年的管治期内，维尔接连升入了一级联赛和B级国家联赛（现瑞士挑战联赛）。在维尔工作期间，格罗斯以注重体能和努力工作而闻名。然后，他于1993年出任苏黎世草蜢的主教练。在格罗斯的带领下，草蜢获得了两次瑞士足球冠军和瑞士杯冠军。格罗斯在草蜢的成功意味着他在其祖国瑞士成为了一个非常受欢迎的主教练，但他在中欧以外的地区仍然鲜为人知。因此，1997年11月，当他被选为接替格里·弗朗西斯的托特纳姆热刺主教练时，引发了英格兰媒体的震惊。

### 托特纳姆热刺
格罗斯于1997年11月19日受聘，经历了一段艰难的时期；他与热刺从降级区开始停留了九个月之久。雪上加霜的是，格罗斯最信任的助手、瑞士体能教练弗里茨·施密德——曾是格罗斯在草蜢训练计划中不可或缺的一部分，却被英国政府拒绝发放劳工证，因此无法在热刺任职。
格罗斯最初的命运喜忧参半；他的处子秀是在白鹿巷以0比1不敌水晶宫，然后在古迪逊公园以2比0战胜埃弗顿，回到主场又以1比6惨败于切尔西。然而，即便是有一些好转的迹象，他还是不断地遭到英国小报嘲讽。小报对格罗斯的嘲笑经常与他糟糕的英语和首场热刺的新闻发布会上联系在一起，当时他从希思罗机场迟到了，手里挥舞着一张伦敦地铁票，上面写着:“我想让这成为我通往梦想的门票。”
随着1998-99赛季的临近，格罗斯的位置变得越来越不稳固，当热刺在开局的三场比赛中输掉了两场后，俱乐部主席艾伦·休格于1998年9月5日终止了格罗斯的合同，并指责媒体破坏了他的声誉。他在过去的十场比赛中仅赢得三场。

### 巴塞尔
格罗斯于1999年6月15日回到他的祖国瑞士，担任巴塞尔主教练。他致力于将巴塞尔重建成为瑞士足球的领军力量，并取得了比担任草蜢主教练时更大的成就。
在格罗斯的指导下，巴塞尔赢得了四次瑞士足球冠军和四次瑞士杯冠军，并在2002-03赛季的欧洲冠军联赛中取得了童话般的成绩，击败过最终的决赛球队尤文图斯，淘汰了凯尔特人，并曾逼平利物浦（两次）和曼联。格罗斯在这些对阵英国球队的比赛中取得的成功，让他在英国媒体和球迷中重拾声誉。三个赛季后，他率领巴塞尔踏上了另一场欧洲之旅，当他们闯入2005-06赛季欧洲联盟杯的四分之一决赛时，尽管首回合在圣雅克布公园球场以2比0占先，但仍以总比分3比4惨遭英格兰球队米德尔斯堡淘汰。
2009年5月17日，当巴塞尔击败苏黎世后，格罗斯在有轨电车上遭到苏黎世球迷的攻击。他没有受到严重伤害。5月27日，他在俱乐部工作了十年后被解雇。

### 斯图加特
2009年12月6日，格罗斯取代成为斯图加特主教练，并签署了一份期至2011年6月的合同。格罗斯能够稳定在接任时仅排名第十五的斯图加特，并在2009-10赛季结束前率领其重返积分榜第六位，进而取得欧洲联盟杯的参赛权。他成为当季德甲得分最高的主教练，场均2.26分。然而，在经历了2010-11赛季令人失望的开局（七战六负）之后，格罗斯于2010年10月13日被解雇，而斯图加特则跌入榜尾。他的继任者是其原本的助理教练。

### 伯尔尼年轻人
在解雇了原主教练弗拉基米尔·佩特科维奇后，瑞士的首都俱乐部伯尔尼年轻人于2011年5月8日与格罗斯签署了一份为期两年的合同，成为年轻人的新任主教练。至2012年4月30日，尽管格罗斯在最近的九场比赛中拿下16分，并稳居联赛第三，他还是被年轻人解职。

### 阿赫利
从2014年7月开始，格罗斯作为葡萄牙人维托尔·佩雷拉的继任者，在沙特阿拉伯港口城市吉达的阿赫利担任主教练长达两年。期间他曾率队赢得2015年的王储杯、2016年的沙特职业联赛和国王杯冠军。在个人层面上，他也当选了2016年度的沙特最佳教练。但由于拒绝续签合同，格罗斯获准于2016年5月30日离任。2016年10月3日，随着继任人何塞·曼纽尔·戈麦斯被解雇，格罗斯重返俱乐部，开始了第二次任期。尽管率队取得了新成就——包括晋级阿拉伯冠军联赛八强，他仍然选择在赛季结束后辞职。

### 扎马莱克
2018年4月，格罗斯在开罗与扎马莱克体育俱乐部就出任主教练的合同展开谈判，但由于双方无法达成一致，格罗斯未能签署合同，这与媒体的发布的虚假消息相悖。至2018年7月，格罗斯在第二次谈判中签署了一份为期一年的合同，就此成为埃及第二大俱乐部的主教练。他随即率队赢得2018年沙特－埃及超级杯的冠军，随后又在2019年5月捧得非洲聯盟盃——这是埃及班霸自2002年以来的首个非洲冠军头衔。同时，格罗斯也当选为2019年度的埃及最佳教练。他与扎马莱克的合同于2019年6月1日到期，虽然有四场联赛被推迟至赛季正式结束之后，但格罗斯的合同并未获得延长。《今日埃及》证实格罗斯已被解职，俱乐部主席莫塔达·曼苏尔也向迈赫瓦尔电视台表示，“格罗斯是个失败专家”。

### 重返阿赫利
格罗斯于2019年10月16日重返沙特阿赫利，展开其第三次主教练任期。尽管他率队取得了亚冠联赛资格并闯入国王杯半决赛，但随着俱乐部更换主席和管理层，他还是于2020年2月21日被终止合同。当时的格罗斯在18场比赛中赢得12场，并且俱乐部在联赛积分榜上稳居第三。

### 沙尔克04
2020年5月，格罗斯向瑞士德语广播电视宣布从主教练职位上退休，并通过他自己持有的队语公司（Teamtalk GmbH）与的SBE管理公司（SBE Management AG）展开合作，整合教练咨询服务。
尽管如此，格罗斯还是于2020年12月27日接掌了德甲传统劲旅沙尔克04的帅位，该队在2020-21赛季的第十三轮后仅积4分排名榜尾，并且在跨赛季的29场联赛中均无胜绩。这位时年66岁的主帅签订了一份期至赛季结束的合同，他成为继大衛·、曼努埃尔·鲍姆和胡布·史提芬斯之后，沙尔克04于当季的第四任主教练。

## 荣誉

### 球员
苏黎世草蜢
- 瑞士聯賽盃：1974-75[47]

### 主教练
苏黎世草蜢
- 瑞士足球冠军：1994-95（英语：1994–95 Nationalliga A）、1995-96（英语：1995–96 Nationalliga A）[48]
- 瑞士杯：1993-94[49]

巴塞尔
- 瑞士足球冠军：2001-02（英语：2001–02 Nationalliga A）、2003-04（英语：2003–04 Swiss Super League）、2004-05（英语：2004–05 Swiss Super League）、2007-08（英语：2007–08 Swiss Super League）[48]
- 瑞士杯：2001-02、2002-03、2006-07、2007-08[49]

阿赫利
- 沙特王儲盃：2014-15[50]
- 沙特职业足球联赛：2015-16[51]
- 沙特國王盃：2016[50]

扎马莱克
- 沙特－埃及超级杯（英语：Saudi-Egyptian Super Cup）：2018[52]
- 非洲联盟杯：2018–19

个人
- 瑞士足球年度最佳教练：1994、1996、1997、2001、2002、2003、2004、2005、2008[53][54]
- 沙特足球年度最佳教练：2016
- 埃及足球年度最佳教练：2019